# Jordskred
Et jordskred er en bevægelse eller udglidning af jordmasser på skrånende terræn langs glideplaner af ler eller klippe.

## Årsager til jordskred
Jordskred kan indtræffe ved en eller flere af følgende årsager
1. Forøget tryk på jorden (fx ved menneskeligt byggeri eller anlæg).
2. Ved erosion eller forvitring (fx kan åbrinker og kystskrænter eroderes i underkanten, hvorved trykket bevirker de ovenliggende deles sammenstyrtning).
3. Ved forøget vandmængde i jorden (fx ved regnvejr), idet vandet svækker jordens sammenbindingskraft, hvilket kan fremme jordens tendens til at skride.
4. Ved jordskælv
5. Ved vulkanudbrud, se lahar

## Steder for jordskred
Jordskred finder først og fremmest sted i bjergområder, hvor virkningerne kan blive meget voldsomme for både naturen og den stedlige befolkning.
I Danmark forekommer jordskred oftest ved skrænter og stejle skråninger efter perioder med stærk nedbør, hvorunder de øverste jordlag er blevet mættede med vand og bliver for tunge og ustabile i forhold til de underliggende, understøttende jordlag.
Jordskred kan især iagttages langs kysternes klinter og skrænter og skreddene indgår i de naturlige erosionsprocesser. Et af de steder der jævnligt sker jordskred er Møns Klint.

## Jordskred i dette århundrede
| Dato              | Sted                      | Navn             | Lat. | Long. | Volum | Tap       | Kommentarer | Kilder            |
| ----------------- | ------------------------- | ---------------- | ---- | ----- | ----- | --------- | ----------- | ----------------- |
| 2. juli 2020      | Hpakant-området i Myanmar |                  |      |       |       | 113+ døde |             | [ 2 ]             |
| 30. december 2020 | Gjerdrum i Norge          | Gjerdrum-skredet |      |       |       | 1 død     |             | [ 3 ] [ 4 ] [ 5 ] |